# FK 하자르 렌케란

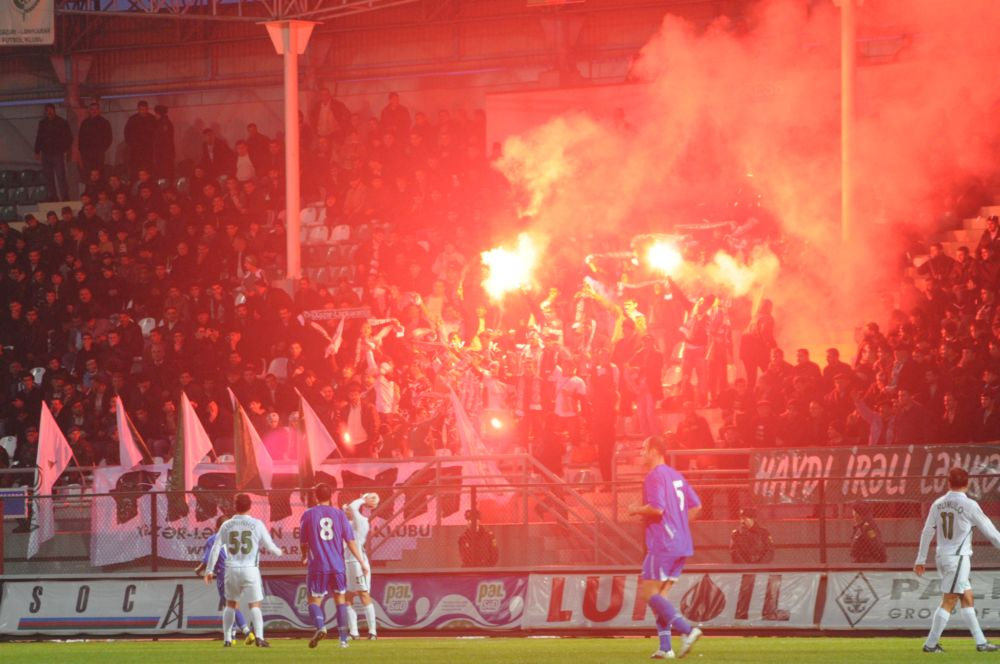

FK 하자르 렌케란(아제르바이잔어: Xəzər-Lənkəran Futbol Klubu은 아제르바이잔의 축구 클럽으로, 아제르바이잔의 최상위 축구 리그인 아제르바이잔 프리미어리그에서 활동하고 있다.
하자르 렌케란은 아제르바이잔 남부 해안가에 위치한 렌케란의 렌케란 시립경기장을 홈 구장으로 사용하고 있다. 하자르 렌케란은 2006-07 시즌에 리그 우승과 컵 대회 우승을 하는 "더블"을 기록하였다.

## 역대 성적
- 아제르바이잔 프리미어리그

우승 (1) : 2006-07
준우승 (1) : 2004-05
- 아제르바이잔 컵

우승 (1) : 2006-07
- CIS 컵

우승 (1) : 2008

## 유럽 대회
하자르 렌케란은 유럽 대회에 총 두 번 진출 했었다. 2005-06 시즌엔 UEFA컵에 진출하여 2패를 기록하며 예선 탈락하였고, 2007-08시즌엔 UEFA 챔피언스리그에 진출하여 1무 1패로 예선탈락하였다.

## 역대 감독
| 감독        | 임기 |
| ----------- | ---- |
| 존 토샥     | 2013 |
| 오우즈 체틴 | 2014 |